# 铲形胡桃蛤
铲形胡桃蛤（学名：Nucula cumingii），是弯锦蛤目银锦蛤科银锦蛤属的一种。主要分布于中国大陆，常栖息在水深12-164米。